# Lístek (krajka)

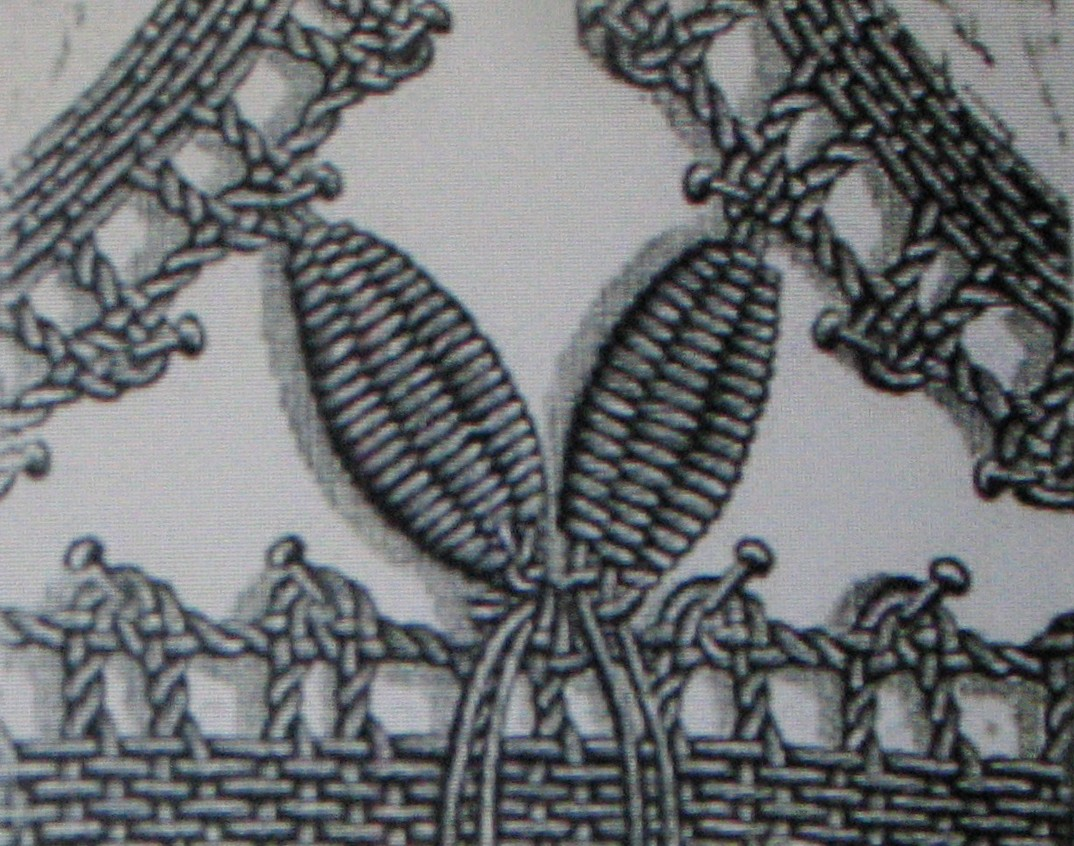
Lístky spojující tři paličkované pásy

Lístek (angl.: tally, něm.: Formenschlag) je technika paličkování krajek umožňující zhotovení zaoblených tvarů.
Tímto způsobem se dají paličkovat tvary hvězdic, roset a lidských nebo zvířecích postav, kterými se vyplňují čtvercové plochy krajky. 
Stejnou technikou jako lístek se zhotovuje pecička, ta se však paličkuje do čtvercového nebo obdélníkového tvaru. 
Na snímku vpravo jsou zobrazeny dva lístky dodatečně připojené ke třem paličkovaným pásům.